# This Ending
This Ending — шведская группа, исполняющая мелодичный дэт-метал.

## История группы
Коллектив был сформирован в 1991 году под первоначальным названием A Canorous Quartet Фредриком Андерсенном, Мортеном Хансеном и Линусом Нирбрентом. После нескольких изменений был сформирован окончательный состав группы, куда также вошли Лео Пиньон и Джаспер Лефгрен. Группа выпустила EP As Tears в 1994 году и два студийных альбома: Silence of the World Beyond (1996) и The Only Pure Hate (1998). Музыканты выступали вместе с такими группами, как At the Gates, Dissection, Hypocrisy и Edge of Sanity. В 1998 году участники решили разойтись. Хансен присоединился к October Tide, в то время как Нирбрент, Лефгрен и Андерсенн сформировали группу, названную Guidance of Sin; однако Андерсенн покинул её уже в следующем году, чтобы присоединиться к Amon Amarth.
В 2004 году Андерсенн записал демо из 5 песен под именем Curriculum Mortis. В начале 2005 года музыканты реорганизовали коллектив под названием This Ending. В течение весны и лета они записали 13 песен, три из которых были выбраны для создания загружаемой демозаписи. Композиция «Let the World Burn» была записана позже, в том же году. Группа заключила контракт с Metal Blade Records и записала свой первый студийный альбом Inside the Machine в сентябре 2006 года.
В январе 2009 года команда объявила о завершении работы над своим вторым студийным альбомом Dead Harvest. Премьера видеоклипа на песню «Parasite» состоялась на сайте Myspace 17 января. Альбом был выпущен 30 января в Германии, Австрии, Швейцарии и Италии, 2 февраля в оставшейся Европе и 3 февраля в Северной Америке.

## Дискография

### Как A Canorous Quintet
- As Tears (1995)
- Silence of the World Beyond (1996)
- The Only Pure Hate (1998)

### Как This Ending
- Inside the Machine (2006)
- Dead Harvest (2009)
- Garden Of Death (2016)

## Состав Группы
- Mårten Hansen — вокал
- Leo Pignon — гитара
- Linus Nirbrant — гитара
- Jesper Löfgren — бас-гитара
- Fredrik Andersson — ударные